# Sapiens (jeu vidéo)
Pour les articles homonymes, voir Sapiens.
Sapiens est un jeu d'aventure, édité par Loriciel, sorti en 1986 sur Thomson MO5, puis porté sur Amstrad CPC (1986), Atari ST (1987), et DOS (1987). Myriad Online, société fondée par les créateurs du jeu, a ensuite publié une version pour Mac OS et Microsoft Windows (1996),.
La version 3.0.0 pour Windows est disponible depuis avril 2017 en tant que gratuiciel et son code source distribué sous licence GPL 3.
L'action se déroule au Paléolithique supérieur, quand Homo sapiens devait lutter pour sa survie. Le jeu présente une atmosphère comparable à celle des livres de J.-H. Rosny aîné.

## Synopsis
Le joueur incarne Torgan, un chasseur et guerrier de la tribu des Pieds Agiles, opposée à la tribu des Hyènes Folles, composée de fanatiques avides de sang.
Torgan devra chasser sur des territoires inconnus afin d'accomplir différentes missions, et sera confronté aux tribus voisines et aux animaux sauvages qui ont pris possession d'une partie des terres à explorer.

## Système de jeu
Le but du jeu est de survivre dans une nature hostile et d'accomplir les missions demandées par le chef de la tribu.
Le joueur commence par personnaliser son personnage en choisissant la valeur de 5 attributs : agilité, force, charisme, vitalité, résistance. Puis il part à la découverte d'un environnement qui met à rude épreuve ses capacités de survie : il doit chasser le gibier, tailler des silex pour faire des armes, troquer des objets, trouver des fruits pour se nourrir, découvrir des sources pour s'abreuver, s'orienter (une carte permet au joueur de se repérer), cueillir des plantes pour se soigner, et se reposer quand il est fatigué.
Le jeu est présenté en vue latérale ou en vue 3D (encore rare à l'époque). Le territoire change d'une partie à l'autre.

## Équipe de développement
- Conception et programmation : Didier et Olivier Guillion
- Musique : Gilles Soulet

## Accueil
Dans Amstrad Magazine n°15 d'octobre 1986, Frédéric Nardeau écrivait : « Avec Sapiens, vous pourrez vous replonger dans l'atmosphère des livres de Rosny ainé, des luttes tribales pour la vie, la nourriture et la conservation du feu. La Guerre du feu, version Amstrad, telle est l'ambition de ce logiciel. »
Alors qu'il n'est même pas chroniqué dans la revue Tilt pour ses versions MO5 et CPC, Sapiens reçoit en 1987 le Tilt d'or / Canal + du « Logiciel le plus original » pour sa version Atari ST (à égalité avec The Sentinel).